# Vändträsket
Vändträsket är en sjö i Bodens kommun i Norrbotten som ingår i Alåns huvudavrinningsområde. Sjön har en area på 1,79 kvadratkilometer och ligger 66 meter över havet. Sjön avvattnas av vattendraget Alån (Långsjöån).
Största tillflöde är Norrån och utflödet heter Vändträskån.

## Delavrinningsområde
Vändträsket ingår i delavrinningsområde (730810-175851) som SMHI kallar för Utloppet av Vändträsket. Medelhöjden är 96 meter över havet och ytan är 13,95 kvadratkilometer. Räknas de 11 avrinningsområdena uppströms in blir den ackumulerade arean 267,06 kvadratkilometer. Avrinningsområdets utflöde Alån (Långsjöån) mynnar i havet. Avrinningsområdet består mestadels av skog (74 procent). Avrinningsområdet har 1,79 kvadratkilometer vattenytor vilket ger det en sjöprocent på 12,9 procent.